# Kopydłówek (przystanek kolejowy)
Kopydłówek – dawny wąskotorowy przystanek kolejowy w Kopydłówku – w woj. wielkopolskim, w Polsce. Przystanek znajdował przy drodze łączącej Kopydłowo z Wiśniewą, na 17. kilometrze linii Jabłonka Słupecka – Wilczyn.